# 核能安全委員会
核能安全委員会（かくのう-あんぜん-いいんかい）は中華民国行政院に属する核エネルギー（中国語：核能）諸施設を所管する機関。日本の原子力規制委員会に相当する。1955年に行政院原子能委員会として設置された。下部に国立原子能科技研究所、放射性物料管理局、放射線検出センターを有す。現在の主要業務は原子力発電所を初めとする原子力施設の安全監督業務である。略称は核安会。
2023年9月27日に組織改編が行われ、中央三級独立機関となり、その名称を核能安全委員会に変更された。

## 沿革
1954年の第9回国連総会で「平和利用のための原子力開発における国際協力」というアメリカ合衆国の提案が検討され、外交部は同年12月、行政院が原子力研究組織を設立し、国際原子力機関に参加することを提案した。
1955年5月31日、行政院原子能委員会が設立された。但しこのとき、関連業務は教育部科学教育委員会が担当し、教育部長が主任委員となった。1955年8月、第1回原子力平和利用国際会議の開催後、原子能委員会は組織規則を改正し、事務局長は行政院長が任命し、常任委員5—7人と臨時職員4人を任命した。その後、さらに組織規則を改正し、3部（企画部、技術部、総務部）を設置し、部長3名、専門家2名、委員4名、推薦会計士1名、秘書1名、任命事務員2名、職員2名、計26名とした。
1968年5月9日、総統令により「原子能法（原子力法）」が公布され、原子能委員会の設立はこの法律により規定されることとなった。1970年12月3日、総統令により「行政院原子能委員会組織規則」が公布され、原子能委員会はこの法律によって設置された機関となり、委員長は常勤に変更され、常勤委員41-55名、非常勤委員9-13名となった。
2023年5月29日、立法院は「核能安全委員会組織法」および「国立原子能科技研究所設立に関する法案」の三読審査を可決した。6月21日、「核能安全委員会組織法」および「国立原子能科技研究所設立に関する条例」の制定が公布された。
2023年9月27日、これまでの行政院原子能委員会は組織改編により、中央三級独立機関の核能安全委員会として改組された。放射性物料管理局は核能安全委員会の傘下に統合され、放射線検出センターは第四級の所属機関とされ、核能研究所は行政法人として国立原子能科技研究所に改組された。

## 歴代主任委員
1. 張其昀
2. 梅貽琦
3. 黄季陸
4. zh:閻振興
5. 銭思亮
6. 閻振興
7. 許翼雲
8. 胡錦標
9. 夏徳鈺
10. 胡錦標
11. zh:欧陽敏盛
12. 蘇献章
13. zh:蔡春鴻
14. 周源卿
15. zh:謝曉星